# Crkovice
Crkovice jsou zaniklý dvůr (statek) ve Středočeském kraji nedaleko vesnice Bedřichovice, spadající pod obec Jankov, v katastrálním území Čestín u Jankova. Crkovice jsou situovány v údolí mezi lesem Dubinou na západní straně a lesem Lipiňákem na východní straně. Pod místem, kde se dříve nacházel statek se rozkládá soustava několika nevelkých rybníků.
Crkovice bývaly samostatným statkem, který vlastnili vladykové Crkovští ze Zahrádky. Přesné datum zbudování dvora z dostupných pramenů není známé. První písemné zmínky se týkají Ctibora Crkovského ze Zahrádky (1534), dále je znám Zdeněk Crkovský ze Zahrádky (1556) a poté Jan a Václav Crkovští ze Zahrádky (1589). Syn jmenovaného Václava Crkovského ze Zahrádky, Václav mladší Crkovský ze Zahrádky se roku 1594 účastnil výpravy proti Turkům v Uhrách jako důstojník v pluku Oldřicha Malovce. V 17. století poté rod zchudl, pravděpodobně z důvodů účasti na mnohých válečných taženích a přestal používat šlechtický titul.
V erbu měli Crkovští ze Zahrádky zlatého vola.
Dalším známým datem, které se váže k crkovskému dvoru, je 2. říjen 1702, kdy Crkovice koupil od Rudolfa z Talmberka Jan Antotnín Kořenský z Terešova. Dále dne 23. března 1928 koupil dvůr Antonín Hotovec, který byl potomkem zaniklého šlechtického rodu Hotovců ze Zhoře u Krásné hory. Od 26. června 1934 pak Crkovice patřily manželům Václavu a Marii Klímovým a od 15. března 1935 poté docentu Václavu Strimplovi, váženému a dlouholetému primáři nemocnice v Košicích, který byl dne 2. července 1942 popraven na Kobyliské střelnici. 
K dvoru patrně patřilo několik hospodářských budov, ty ale postupně zpustly. V první polovině 20. století tak již byla používána pouze hlavní obytná budova.
V místech zaniklého statku jsou patrné pouze rozvaliny pravděpodobně bývalé hlavní obytné budovy.